# Remigia Salazar
Remigia Salazar, född 1805, död 1860, var en filippinsk författare, redaktör och tidningsutgivare.   Hon grundade år 1846 den första tidningen i Filippinerna. 